# Пінистий вірус коней
Пінистий вірус коней (Equine foamy virus, EFV) — вид вірусів родини ретровіруси (Retroviridae). Паразитує у клітинах коней. Назва пінистого вірусу пояснюється пінистим виглядом клітин після швидкого лізису та утворення синцитію, вакуолізації та клітинної смерті, що також відомо як цитопатичний ефект (CPE).

## Відкриття
Пінисті віруси вперше були виявлені та описані в 1954 році в культурах нирок мавп і вперше виділені в 1955 році. Відтоді різні види пінистих вірусів були виділені з кішок, корів, різних видів мавп та у людей. З відкриттям та виділенням пінистих вірусів в інших природних господарях, таких як велика рогата худоба, котячі та мавпи, гіпотеза про можливе існування пінистого вірусу коней була досліджена наприкінці 1900-х — на початку 2000-х років.

## Геном
Довжина генома EFV конкретно не була виміряна. Геноми інших видів пінистого вірусу можуть мати довжину від 12 до 30 кб. Отже припускають, що пінистий вірус коней має досить великий геном, десь в межах цього діапазону.

## Патогенез і передача
Подібно до інших пінистих вірусів, зараження кінським пінистим вірусом триває протягом усього життя, проте природні господарі не виявляють жодних патологічних ознак, а інфікування протікає безсимптомно. Було виявлено, що in vitro EFV утворює великі вакуолі в клітинах, тоді як такі вакуолі відсутні in vivo.
Хоча механізм передачі недостатньо вивчений і недостатньо досліджений, обмін рідинами організму з інфікованою твариною видається найбільш імовірним способом передачі. Завдяки дослідженням, проведеним з мавпячим пінистим вірусом, можна передбачити, що EFV може поширюватися через слину та укуси, але немає жодних доказів того, що будь-який пінистий вірус може передаватися статевим шляхом. Хоча це рідко, EFV здатний інфікувати людей під час зоонозів. Хоча на сьогоднішній день не було зареєстровано жодного випадку, лише ті, хто перебуває в дуже тісному контакті з постійно інфікованим конем, ризикують заразитися вірусом.